# Gorybia invicta
Gorybia invicta là một loài bọ cánh cứng trong họ Cerambycidae.